# Коломийцы (Лебединский район)
Коломийцы (укр. Коломийці) — село,
Голубовский сельский совет,
Лебединский район,
Сумская область,
Украина.
Код КОАТУУ — 5922983004. Население по переписи 2001 года составляло 20 человек .

## Географическое положение
Село Коломийцы находится на расстоянии в 1 км от сёл Деркачи и Серобабино,
в 1,5 км — село Букаты.
По селу протекает пересыхающий ручей с запрудой.